# Pablo Rodriguez (homme politique)
Pour les articles homonymes, voir Pablo Rodriguez et Rodriguez.
Pablo Rodriguez, né le 21 juin 1967 à San Miguel de Tucumán (Argentine), est un conseiller en communications et homme politique canadien d'origine argentine.
Sous la bannière du Parti libéral du Canada, il est député de la circonscription d'Honoré-Mercier à la Chambre des communes du Canada de 2004 à 2011, et de nouveau depuis 2015.
Il est ministre du Patrimoine canadien de juillet 2018 à novembre 2019 puis d'octobre 2021 à juillet 2023. De 2019 à 2021, il est leader du gouvernement à la Chambre des communes. Il est le lieutenant du Québec du gouvernement Trudeau de novembre 2019 au 19 septembre 2024 et occupe les fonctions de ministre des Transports du Canada du 26 juillet 2023 au 19 septembre 2024.
À partir du 19 septembre 2024, il siège comme député indépendant jusqu'à sa démission le 20 janvier 2025 pour se consacrer à sa course à la chefferie  du Parti libéral du Québec.
Il est le chef du Parti libéral du Québec depuis le 14 juin 2025.

## Biographie
Né à San Miguel de Tucumán, en Argentine, il a déménagé au Canada en 1975 après que sa famille ait été persécutée pour son activisme politique pendant la dictature en Argentine. Pablo Rodriguez est diplômé en administration des affaires de l'Université de Sherbrooke.

### Carrière politique
Pablo Rodriguez est élu député fédéral canadien sous la bannière libérale dans la circonscription québécoise d'Honoré-Mercier en 2004 et réélu en 2006 et en 2008. Il est alors président de l'aile québécoise du Parti libéral du Canada. Directeur de la campagne de Michael Ignatieff lors de la course à la direction du parti en 2006, celui-ci est défait par Stéphane Dion. Lors des élections de 2011, il perd son mandat parlementaire au profit de la néo-démocrate Paulina Ayala, mais regagne son siège aux élections de 2015 avec plus de 56 % des voix.
Il est d'abord désigné secrétaire parlementaire auprès du ministre de l'Infrastructure et des Collectivités Amarjeet Sohi, puis nommé en janvier 2017 whip du gouvernement par le premier ministre Justin Trudeau. En juillet 2018, il entre au cabinet comme ministre du Patrimoine canadien en succession de Mélanie Joly. Après sa réélection en 2019, il est nommé leader du gouvernement à la Chambre des communes et lieutenant du Québec.
Le 26 octobre 2021, Pablo Rodriguez est à nouveau nommé ministre du Patrimoine canadien, succédant à Steven Guilbeault, qui est nommé ministre de l'Environnement et du Changement climatique. À la suite du remaniement ministériel de juillet 2023, il est nommé ministre des Transports.
Le 19 septembre 2024, Pablo Rodriguez démissionne de son poste de ministre des Transports et de lieutenant québécois du gouvernement Trudeau et annonce sa candidature à la chefferie du Parti libéral du Québec. Il quitte le caucus libéral pour siéger comme député indépendant, jusqu'au 20 janvier 2025.
Le 14 juin 2025, il est élu chef du Parti libéral du Québec.